# Mistral (luchtdoelraket)
De Mistral is een infraroodgeleid luchtdoelraketsysteem van het Europese bedrijf MBDA.
De Mistral werd oorspronkelijk ontwikkeld door het Franse Aérospatiale, dat later deel van MBDA werd. Het raketsysteem wordt sinds 1988 geproduceerd en is in 25 landen in gebruik.
De raket heeft een lengte van 186 cm en weegt 18,7 kg. De Mistral kan een maximale snelheid van 800 m/s behalen en heeft een bereik van 6 km.
De Mistral kan met een draagbare lanceerder (Manpads) door een persoon worden afgeschoten, maar er zijn ook vaste systemen die op voertuigen, helikopters of schepen kunnen worden gemonteerd. De Simbad is zo'n vast systeem met twee Mistralraketten voor montage op een schip. Het systeem met vier raketten heet Tetral en dat met zes heet Sadral.

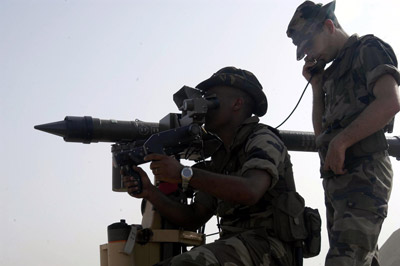
Mistral met draagbare lanceerder
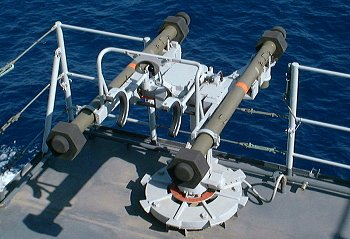
Simbad-systeem met twee raketten